# Tour de Langkawi
Tour de Langkawi – wieloetapowy wyścig kolarski w Malezji rozgrywany od 1996.
Wyścig odbył się po raz pierwszy w roku 1996. Włączony do kalendarza UCI w 2003 z kategorią 2.2. Od 2005 do 2019 należał do cyklu UCI Asia Tour z kategorią 2.HC, a od 2020 należy do UCI ProSeries.
Rekordzistami pod względem zwycięstw w klasyfikacji generalnej są Włoch Paolo Lanfranchi i Kolumbijczyk José Serpa (po dwa triumfy).
W 2020 po raz pierwszy odbył się powiązany organizacyjnie z Tour de Langkawi jednodniowy wyścig Malaysian International Classic Race.

## Zwycięzcy
Opracowano na podstawie:
| Rok  | Pierwsze                    | Drugie                     | Trzecie              |          |
| ---- | --------------------------- | -------------------------- | -------------------- | -------- |
| 1996 | Damian McDonald             | Chris Newton               | Brett Dennis         |          |
| 1997 | Luca Scinto                 | Jens Voigt                 | Alberto Elli         |          |
| 1998 | Gabriele Missaglia          | Giuliano Figueras          | Niklas Axelsson      |          |
| 1999 | Paolo Lanfranchi            | Siergiej Iwanow            | Allan Iacuone        |          |
| 2000 | Chris Horner                | Julio Alberto Pérez        | Fortunato Baliani    |          |
| 2001 | Paolo Lanfranchi            | Paolo Bettini              | Chris Wherry         |          |
| 2002 | Hernán Darío Muñoz          | Robert Hunter              | David George         |          |
| 2003 | Tom Danielson               | Hernán Darío Muñoz         | Fredy González       |          |
| 2004 | Fredy González              | Ryan Cox                   | Dave Bruylandts      |          |
| 2005 | Ryan Cox                    | José Rujano                | Tiaan Kannemeyer     |          |
| 2006 | David George                | Francesco Bellotti         | Gabriele Missaglia   |          |
| 2007 | Anthony Charteau            | José Serpa                 | Walter Pedraza       |          |
| 2008 | Ruslan Ivanov               | Matthieu Sprick            | Gustavo César Veloso |          |
| 2009 | José Serpa                  | Jai Crawford               | Jackson Rodríguez    |          |
| 2010 | José Rujano                 | Gong Hyo-suk               | Hossein Askari       |          |
| 2011 | Yonathan Monsalve           | Libardo Niño               | Emanuele Sella       |          |
| 2012 | José Serpa                  | José Rujano                | Victor Niño          |          |
| 2013 | Julián Arredondo            | Pieter Weening             | Sergio Pardilla      |          |
| 2014 | Samad Poor Seiedi           | Merhawi Kudus              | Isaac Bolívar        |          |
| 2015 | Youcef Reguigui             | Valerio Agnoli             | Sebastián Henao      |          |
| 2016 | Reinardt Janse van Rensburg | Daniel Jaramillo           | Miguel Ángel López   |          |
| 2017 | Ryan Gibbons                | Cameron Bayly              | Alberto Cecchin      |          |
| 2018 | Artiom Owieczkin            | Łukasz Owsian              | Benjamin Dyball      |          |
| 2019 | Benjamin Dyball             | Keegan Swirbul             | Wadim Pronski        |          |
| 2020 | Danilo Celano               | Jewgienij Fiodorow         | Artiom Owieczkin     |          |
| 2021 | odwołany                    | odwołany                   | odwołany             | odwołany |
| 2022 | Iván Sosa                   | Hugh Carthy                | Torstein Træen       |          |
| 2023 | Simon Carr                  | Jefferson Alexander Cepeda | Pablo Castrillo      |          |
| 2024 | Max Poole                   | Thomas Pesenti             | Unai Iribar          |          |